# Polytela orientalis
Polytela orientalis là một loài bướm đêm trong họ Noctuidae.